# 야은초등학교
야은초등학교는 대한민국 경상북도 구미시에 있는 초등학교다.

## 학교 연혁
- 1997.12.19 야은초등학교 설립 인가
- 1999.03.01 야은초등학교로 개교
- 2001.10.24 경상북도교육청지정 시범학교
- 2007.12.04 독서콘테스트 우수 교육감표창
- 2007.12.31 혁신 우수교 선정(교육감)
- 2010.11.01 전국 100대 창의 인성 교육 우수학교 공모전 장려(교육감)
- 2013.12.24 2013학년도 학교평가 결과 최우수학교 선정
- 2014.01.15 구미교육 발표회 체육 우수교 표창
- 2014.03.01 제8대 권영채 교장 취임
- 2014.09.01 교육장기 초.중학교 육상대회 종합우승
- 2014.12.22 2014학년도 학교평가 최우수학교 선정
- 2015.02.13 제16회 졸업(졸업생 누계 2,708명)
- 2015.03.01 13학급 편성